# Amallothrix sarsi
Amallothrix sarsi is een eenoogkreeftjessoort uit de familie van de Scolecitrichidae. De wetenschappelijke naam van de soort is voor het eerst geldig gepubliceerd in 1942 door Rose.